# 事故管理 (信息技术服务管理)
事故管理（Incident management，简写为IM），也作意外事件管理，是信息技术服务管理处理步骤的一个环节。事故管理的目的是令系统尽快地恢复到正常服务营运水平，且尽可能地减小事故对商业运作的影响，以此来保证达到服务质量的最高水平。

## 事故管理实例
一个典型的例子是，假设服务器在运行的过程中出现故障并崩溃。如果说此故障发生在工作时间且造成一定后果，那么此事件则被当做是一个“事故”（Incident）。反之，如果此服务器仅在工作时间使用，而服务器故障发生在工作之间之外，那么根据信息技术基础架构库（ITIL）的定义，鉴于没有任何服务受到影响，这不再被当做是一个“事故”。